# U.S. Route 167
La U.S. Route 167 (US 167) est une US Route auxiliaire de la US 67 se trouvant en Louisiane et en Arkansas. Elle parcourt 500 miles (800 km) entre l'intersection avec la LA 14 à Abbeville, Louisiane et la US 62 / US 412 à Ash Flat, Arkansas. Elle passe par Lafayette, Alexandria et Little Rock.

## Description du tracé

### Louisiane
La US 167 débute à Abbeville à la jonction avec la LA 14. Elle se dirige vers le nord jusqu'à Lafayette, où elle forme un multiplex avec l'I-10 puis l'I-49. Elle quitte l'I-49 au nord d'Opelousas et se dirige vers le nord-ouest. Elle passe par Ville Platte et Turkey Creek avant de se diriger vers le nord. Au sud de Lecompte, elle rejoint la US 71 et les routes forment un multiplex jusqu'à Alexandria, où la US 167 rejoint à nouveau l'I-49. Les routes se séparent à Pineville et la US 71 rejoint à nouveau la US 167 jusqu'au nord-ouest de Tioga. La US 167 continue vers le nord et passe par Winnfield, Dodson, Jonesboro, Ruston, Bernice, Lillie et Junction City. Dans cette ville, la route atteint la frontière de l'Arkansas.

### Arkansas
En Arkansas, la US 167 se dirige vers le nord depuis Junction City. Elle passe par El Dorado, Hampton, Fordyce, Sheridan et East End, où elle rejoint l'I-530 et forme un multiplex avec celle-ci jusqu'à Little Rock. Au sud de la ville, l'I-530 prend fin alors qu'elle rencontre l'I-30 / US 67 et l'I-440. La US 167 continue son multiplex vers le nord avec l'I-30 / US 67 jusqu'à la jonction avec l'I-40. La US 67 / US 167 rejoignent cette autoroute vers l'est pour une courte distance avant de la quitter en poursuivant vers le nord-est. Cet endroit marquera le terminus sud de l'I-57, laquelle utilisera le corridor de la US 67 / US 167. La route passe par Jacksonville, Cabot, Searcy et Bald Knob, où la US 167 quitte le tracé autoroutier et se dirige vers le nord. Elle passe par Pleasant Plains, Batesville, Cave City et prend fin à Ash Flat alors qu'elle rencontre la US 62 / US 412.

## Intersections majeures
Louisiane
 LA 14 à Abbeville
 US 90 à Lafayette
 I-10 à Lafayette. Les routes forment un multiplex dans la ville.
 I-49 à Lafayette. Les routes forment un multiplex jusqu'au nord d'Opelousas.
 US 190 à Opelousas
 I-49 près de Lecompte
 US 71 près de Lecompte. Les routes forment un multiplex jusqu'à Alexandria.
 I-49 à Alexandria. Les routes forment un multiplex jusqu'à Pineville.
 US 165 à Pineville
 US 71 près de Pineville. Les routes forment un multiplex jusqu'à Timber Trails.
 US 84 à Winnfield. Les routes forment un multiplex dans la ville.
 US 80 à Ruston. Les routes forment un multiplex dans la ville.
 I-20 / US 63 à Ruston. La US 63 / US 167 forment un multiplex jusqu'à El Dorado, AR.
Arkansas
 US 82 à El Dorado
 US 278 à Hampton
 US 79 près de Thornton. Les routes forment un multiplex jusqu'à Fordyce.
 US 270 à Sheridan
 I-530 / US 65 à East End. Les routes forment un multiplex jusqu'à Little Rock.
 I-30 / US 67 / I-440 à Little Rock. L'I-30 / US 167 forment un multiplex dans la ville. La US 67 / US 167 forment un multiplex jusqu'à Bald Knob.
 I-630 à Little Rock
 US 70 à North Little Rock
 I-40 à North Little Rock. Les routes forment un multiplex dans la ville.
 US 64 à Beebe. Les routes forment un multiplex jusqu'à Bald Knob.
 US 62 / US 412 à Ash Flat